# The Legend of WASUTA
『The Legend of WASUTA』(ザ・レジェンド・オブ・わーすた)は、わーすたのアルバム。2019年6月26日にiDOL Streetから発売。

## 概要
「CD+『メラにゃイザー!!!!! 〜君に、あ・げ・う♪〜』PV収録Blu-ray盤」、「CD盤」、ミュージックカード6形態の3種8形態で発売。本作も「CD+Blu-ray盤」にはスマプラミュージックとスマプラムービーのPINコードが、「CD盤」にはスマプラミュージックのPINコードが封入されている。
2019年3月31日に恵比寿ガーデンプレイス ザ・ガーデンホールで開催された『わーすた4th Anniversary LIVE 〜わんだふるこれくしょん〜』で本作のリリースが発表された。しかし、発売発表時には一曲もデモすら出来てなく、2019年度からは毎月の新曲初披露が無くなったため、本作のタイトルおよび収録曲はなかなか発表されず、タイトル未定のままリリースイベントを5月1日にもりのみやキューズモールBASEで開催した。ここでリード曲「メラにゃいザー!!!!! 〜君に、あ・げ・う♪〜」が初披露された。作曲・編曲の岸田勇気が前日に完成させたばかりの状況での初披露だった。残りの曲のレコーディングは5月15日にまでに完了。5月21日に本作のタイトル『The Legend of WASUTA』を発表。収録曲については6月6日の公式HPリニューアルと同時に発表された。

### コンセプトアルバム
本作のサウンドプロデュースは岸田勇気が担当している。
岸田は2019年の冬ごろに本作のサウンドプロデュースを依頼され、2019年6月27日から6月30日まで恵比寿クレアートで開催された新コンセプトライブ「わーすたKAWAIIくえすと」に連動したゲームをモチーフにしたコンセプトの5曲入りミニアルバムであると聞く。そこで「オープニングからラスボス戦までシナリオ通りに進む曲順ではじまりからおしまいまで聴けるアルバム」にしようと決める。1曲目はオープニング、2曲目は出発、3曲目は道中、4曲目は休息、5曲目はラスボス戦とフィナーレを表現している。

### ミュージックビデオ
リードトラックである「メラにゃいザー!!!!! 〜君に、あ・げ・う♪〜」のミュージックビデオは6月2日にYouTubeでショートバージョンが公開された。それに先立ち6月1日にエイベックスビルで行われた「ミニアルバム発売記念mu-moイベント」でフルバージョンが先行公開された。ファンクラブ「わーしっぷ」の会員サイトでも6月6日から6月25日まで限定公開された。
クリエイティブディレクターはもふくちゃん、コレオグラファーはKOである。また、5人の持っている武器はでんぱ組.incの藤咲彩音の実父が作成している。

## 収録曲
1. ゆるぷれいる
作詞・作曲：渡辺翔、編曲：浅野尚志
  - 2019年6月27日から6月30日まで恵比寿クレアートで開催された新コンセプトライブ「わーすたKAWAIIくえすと」で初披露。ライブではオープニングテーマとして歌われていた。
2. アンバランス・アンサーズ
作詞・作曲・編曲：sasakure.UK
  - 2019年6月26日にアーバンドック ららぽーと豊洲で行われたリリースイベントで初披露。
3. 誰も悪くない
作詞：鈴木まなか (Relic Lyric inc)、作曲:鈴木まなか・Hiroki Sagawa (Relic Lyric inc)、編曲：Hiroki Sagawa (Relic Lyric inc)
  - 2019年6月27日から6月30日まで恵比寿クレアートで開催された新コンセプトライブ「わーすたKAWAIIくえすと」で初披露。
4. おやすみ
作詞・作曲・編曲：岸田勇気
  - 2019年6月27日から6月30日まで恵比寿クレアートで開催された新コンセプトライブ「わーすたKAWAIIくえすと」で初披露。
  - 新型コロナウイルス感染症の流行の影響による活動自粛期間中、わーすたメンバーがそれぞれの自宅で歌っているところを合成した動画が作られ、『おやすみ StayHome ver』として2020年4月28日にYouTube上で公開された。この動画データに原曲の作者である岸田勇気がピアノ演奏を追加したものが『おやすみ Stay Home Piano ver.』として2020年6月9日にストリーミング限定で公開された。
5. メラにゃイザー!!!!! 〜君に、あ・げ・う♪〜
作詞：鈴木まなか・白井美穂 (Relic Lyric inc)、作曲・編曲：岸田勇気
  - 本作のリードトラック。
  - 2019年5月1日にもりのみやキューズモールBASEで行われたリリースイベントで初披露。
  - 「うるとらみらくるくるふぁいなるアルティメットチョコびーむ」、「くらえ!必殺!!ねこパンチ★ 〜私達、戦うにゃこたん【レベル5】〜」に続く必殺技シリーズ第三弾で完結編という位置づけである。
  - 廣川はこの曲の裏テーマとして「浮気なんかせずに女の子を一途に愛しなさい! 他のアイドルなんか見てないでわーすただけみててね! 私たちだけをぴゅあに愛してね! 」というメッセージであると述べている[15]。
6. ゆるぷれいる(Instrumental)
7. アンバランス・アンサーズ(Instrumental)
8. 誰も悪くない(Instrumental)
9. おやすみ(Instrumental)
10. メラにゃイザー!!!!! 〜君に、あ・げ・う♪〜(Instrumental)

## 音楽配信

### The Legend of WASUTA
どのサービスも「CD盤」(スマプラ対応)に収録されている10曲が配信されている。太字の配信サービスはハイレゾ音源を配信している。「MV」は「メラにゃイザー!!!!! 〜君に、あ・げ・う♪〜」のMVも配信していることを示す。
本作にはアニメソングが一曲も収録されていないにもかかわらず、世界初のスマホ向けアニソン定額配信サービス「ANiUTa」では収録曲全てが配信された。一方、過去全てのわーすたのMVを配信していた「dTV」が「メラにゃイザー!!!!! 〜君に、あ・げ・う♪〜」のMVの配信を見送っている。また、当初「メラにゃイザー!!!!! 〜君に、あ・げ・う♪〜」のMVを配信していた「LINE MUSIC」が2020年8月25日に行われたサービスのリニューアル時に「メラにゃイザー!!!!! 〜君に、あ・げ・う♪〜」のMVのみ配信を停止した。

### おやすみ Stay Home Piano ver.
上述のとおりストリーミング配信サービス限定公開なのでデジタル・ダウンロード配信サービスでは購入できない。また、ハイレゾ音源の配信もない。「MV」は「おやすみ Stay Home Piano ver.」のMVも配信していることを示す。

## イベント
2019年6月27日から30日にかけて、新コンセプトライブ「わーすたKAWAIIくえすと」を開催したので、発売週のリリースイベントは6月26日にアーバンドック ららぽーと豊洲で行われたものだけとなった。「わーすたKAWAIIくえすと」の会場でも本作は販売されなかった。
| 日程                                 | 公演名                | 会場                           | 備考                                                                               |
| ------------------------------------ | --------------------- | ------------------------------ | ---------------------------------------------------------------------------------- |
| 2019年5月1日                         | リリースイベント      | もりのみやキューズモールBASE   | イベント内容は公式HP参照。                                                         |
| 2019年6月8日                         | リリースイベント      | タワーレコード名古屋近鉄パッセ | イベント内容は公式HP参照。                                                         |
| 2019年6月26日                        | リリースイベント      | アーバンドック ららぽーと豊洲  | イベント内容は公式HP参照。                                                         |
| 2019年6月1日・7月13日(中止)・9月14日 | mu-moショップイベント | エイベックスビル               | イベント内容は公式HP参照。7月13日は諸事情により中止され、9月14日に振替開催される。 |
| 2019年6月6日・7月18日                | ネットサイン会        | LINE LIVE                      | イベント内容は公式HP参照。                                                         |